# Олд-Янкі-Кі
Олд-Я́нкі-Кі (англ. Top Cay) — невеликий острів в складі Багамських островів. В адміністративному відношенні відноситься до району Гранд-Кі.
Острів розташований на півночі архіпелагу Абако за 6 км на південний схід від острова Стрейнджер-Кі. Острів рівнинний, має квадратну форму з трохи видовженим північно-східним краєм. Повністю вкритий болотами та протоками, які розділяють його на декілька частин. Довжина по діагоналі становить майже 2 км.
| Багамські Острови | Це незавершена стаття з географії Багамських Островів. Ви можете допомогти проєкту, виправивши або дописавши її. |